# 宣道國際學校
宣道國際學校（英語：Christian Alliance International School），縮寫CAIS，是一間位於香港九龍深水埗區的國際學校，為九龍塘宣道會開辦的國際學校之一。因其學費在香港國際學校中屬於較低水平，故有「平民國際學校」之稱，有多位藝人子女就讀。

## 歷史
2009年，旗下已開辦宣道會劉平齋紀念國際學校的九龍塘宣道會，獲香港政府批出荔枝角蝴蝶谷地皮興建一所新的國際學校。該校佔地2公頃，據說為香港市區最大的國際學校之一。興建成本約12億港元，校舍於2016至2019年陸續落成。該校計劃於2017年8月底開學，提供預備班至十二年級課程，最多容納1800名學生，目標師生比例為1:12。九龍塘宣道會將宣道會劉平齋紀念國際學校約900名師生全數轉至新校，另招收300新生，然後開始劉平齋校舍的翻新工程。

## 學制
小學部分為三部分，包括預備班、初小（一至三年級）及高小（四至六年級）。學科包括英文、中文研習、數學、健康及指導、圖書館、音樂、體育、科學、社會教育、視覺藝術、基督教倫理及崇拜。
中學部（七至十二年級）採用加拿大亞伯達課程（Alberta Curriculum）。十一及十二年級學生可選擇美國大學先修課程（AP）及國際文憑大學預科課程（IBDP）兩種大學預備課程。
該校以英語及普通話授課。

## 設施
主要分為教學大樓及康藝大樓。教學大樓包括七十間教室、五個科學實驗室、共有200席座位的演講廳、中央圖書館、體育館、健身房等。康藝大樓包括天台七人足球場、符合國際籃球總會比賽場地標準的體育館、攀石設施、共有611席座位的表演廳、多用途學習空間等。另有游泳池。

## 新聞事件
2018年該校營運初期，曾被家長投訴管理混亂，如有消防安全隱患等問題。

## 著名校友及學生家長

### 校友
- 姚焯菲：香港女歌手及演員，無綫電視歌唱選秀節目《聲夢傳奇》亞軍、無綫電視經理人合約藝員、星夢娛樂旗下廠牌「愛爆音樂」女歌手及女子組合After Class成員之一。[8]

### 學生家長
- 藝人陳慧琳[2]
- 藝人郭晉安、歐倩怡夫婦[2]
- 電台節目監製少爺占[8]

## 備註
1. ↑  按學校官方網頁所述。